# 不動院ムカデラン群落

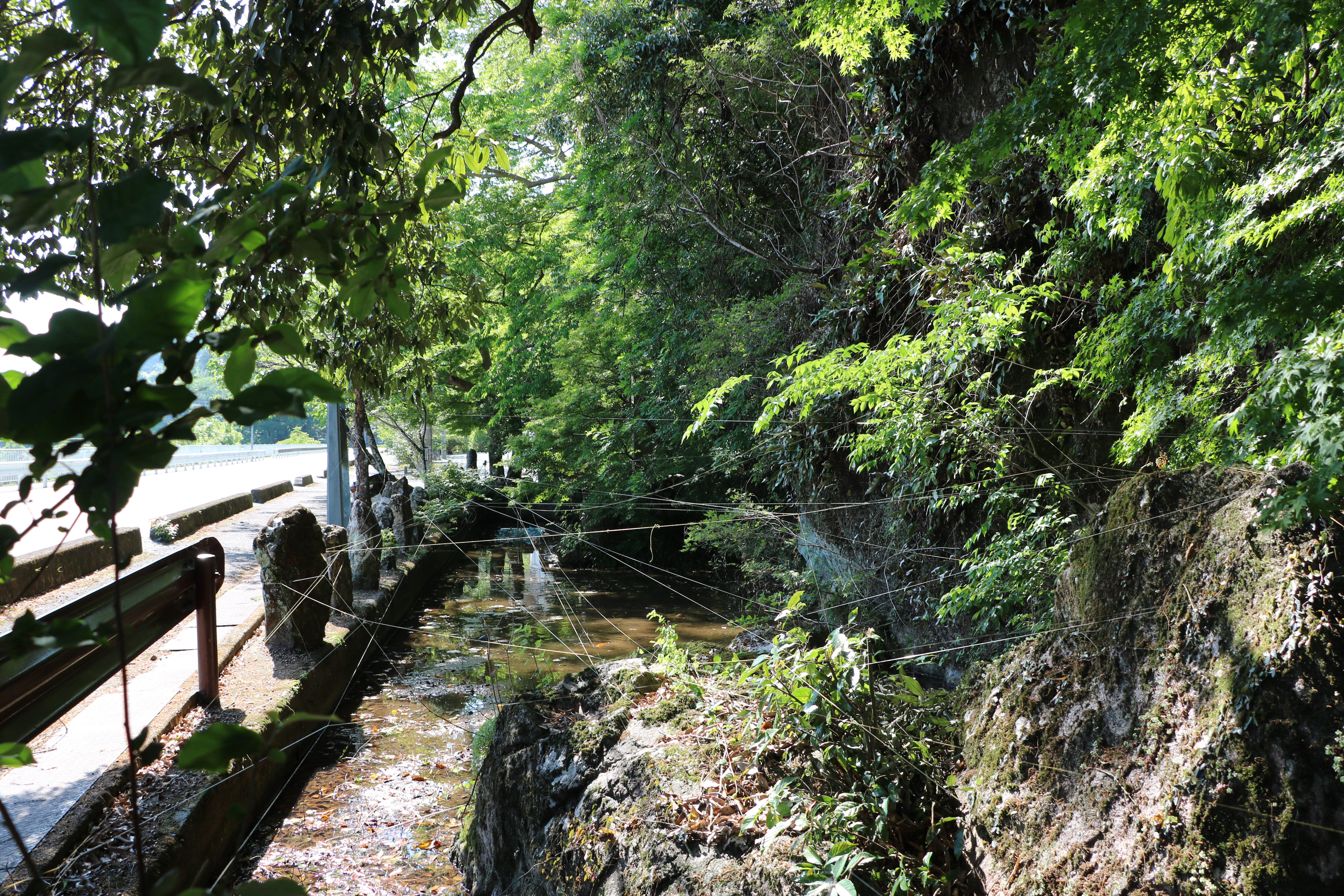
不動院ムカデラン群落。右側の岩壁に着生して群落を形成する。左側は国道166号。2023年5月11日撮影。

不動院ムカデラン群落（ふどういんムカデランぐんらく）は、三重県松阪市大石町の真言宗寺院大石不動院の境内に生育する国の天然記念物に指定されたムカデランの群落である。
ムカデラン（蜈蚣欄、学名：Pelatantheria scolopendrifolia (Makino) Aver. 、英語: Pelatantheria scolopendrifolia）は、ラン科ムカデラン属の一属一種の多年草で、日本国内では関東地方以西の暖かい場所の樹皮や岩面に着生する常緑の着生種蘭である。分布域は日本南部、朝鮮半島南部および中国南部で、自生地は少なく群生することは稀である。日本名のムカデラン（蜈蚣蘭）は多数並列する葉をムカデの足に例えたものである。6月から7月頃に淡紅色の小さな花を咲かせる。
不動院ムカデラン群落が国の天然記念物に指定されたのは1927年（昭和2年）4月8日と比較的古い時期で、当時の指定要目15「欄類、羊歯類、石松類、蔓植物、地衣、蘚苔等盛ニ発生したる土地又ハ是等ノ植物ノ多ク着生シタル林樹」として、内務省告示第315号により「不動院むかでらん群落」の名称で国の天然記念物に指定された。
国の天然記念物に指定されたムカデランはかつて2件あったが、もうひとつの「神流川渓谷ムカデラン自生北限地（群馬県と埼玉県の2県にまたがり指定されていた）」はダム建設に伴う水没により指定解除されたため、不動院ムカデラン群落は国の天然記念物に指定された唯一のムカデランの生育地であり、ラン科植物（蘭科、Orchidaceae）を対象とした国指定天然記念物も本件のみである。

## 解説
不動院ムカデラン群落は松阪市市街地から国道166号を奈良県方面へ向かい、旧飯南町に入る直前、国道を挟んで櫛田川と向かいあった大石不動院の境内に所在する。大石（おいし）不動院は石勝山金常寺と号する真言宗の寺院である。
国の天然記念物に指定されたムカデラン群落は、櫛田川左岸の国道に面した不動院境内の東側、丘陵南斜面に垂直に露出した焙烙（ほうろく）岩、別名観音岩と呼ばれる高さ約27メートル、幅約38メートルの岩壁一面に着生して生育している。焙烙岩（観音岩）は天保4年（1833年）に発刊された伊勢地方の地誌『勢陽五鈴遣響』に記されるほど古くから知られた岩であるが、この岩面にムカデランの一大群落があることは1923年（大正12年）に、当時の三重県名勝調査會臨時委員であった四日市市の川崎光次郎の発見により知られるようになった。
ムカデラン自体も種として記載されたのは1891年（明治24年）4月のことで、牧野富太郎による『日本植物志圖篇 第一巻』において「むかでらん、学名：Sarcanthus scolopendrifolius Makino.」後にPelatantheria scolopendrifolia (Makino) Aver. として『日本植物志圖篇 第一巻』へ記載されたのが最初である。この時に使用された標本は牧野自身が高知県の仁淀川河畔大崎村（現吾川郡仁淀川町）の大巌上で採集したものであるが、これ以前にも一部の採集家の中でこの植物の存在は知られていて、近隣の尾川村（現高岡郡佐川町）で1888年（明治21年）に採集された標本が、東京帝国大学植物学教室の腊葉室（さくようしつ）に所蔵されている。
四国の高知で最初に発見されたムカデランはその後、九州、紀伊半島、尾張三河地方、朝鮮半島南西部の木浦などに分布することが分かってきたが、それらがいずれも小規模なものであったのに対して、本記事で解説する伊勢山中の不動院炮烙岩の大群落は、他に類例のない大規模なものであり、1927年（昭和2年）4月8日に国の天然記念物に指定された。指定当時の地籍は三重県飯南郡大石村大字大石不動院境内4番、面積は実測415坪である。

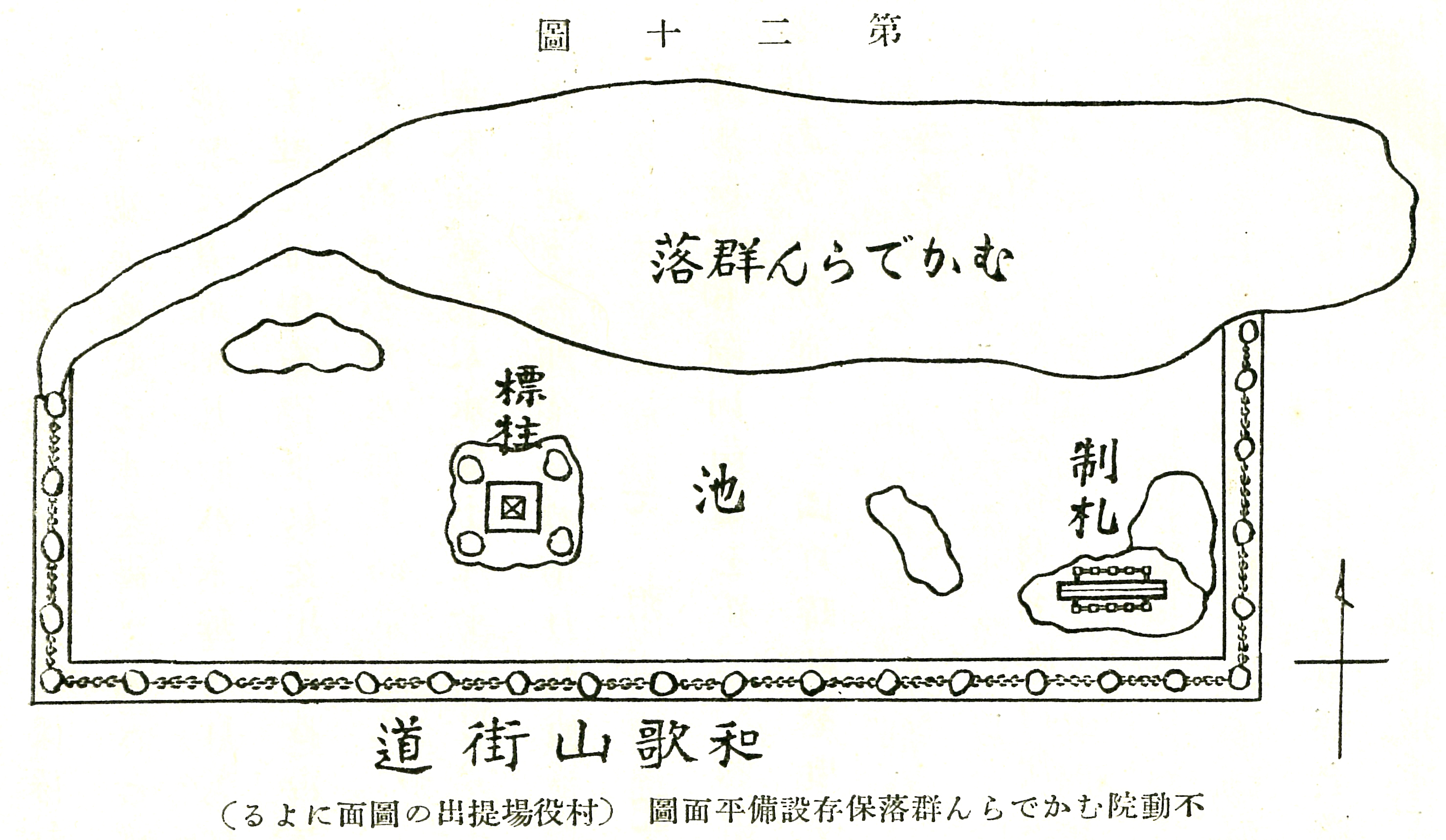
1927年（昭和2年）に当時の大石村が作成した『むかでらん群落平面図』

不動院境内に沿った国道166号は、天然記念物に指定された当時には通称和歌山街道と呼ばれた三重県道で、ムカデランの群生する岩壁と県道の間は幅3メートルから4メートルほどの狭い畑であり、容易に岩壁に近づくことが出来るため盗採されかねず、何らかの対策を講じなければ絶滅する恐れがあった。そのため地元有志らにより指定直後の同1927年（昭和2年）5月に保護管理を目的とする「保勝会」が組織された。
保勝会は内務省より補助金を受け、まず畑を掘削して池を造り水を湛め、岸壁に容易に近づけないようにした。池の周囲に1.8メートル毎に自然石を立て、これに鉄鎖を巡らせ、池の中央に高さ6尺の天然記念物指定石碑と、池の東南端に制札が建てられ、これら一連の整備は同年12月10日に竣成した。このうち天然記念物指定石碑は今日も現存している。
指定地のムカデランはこの池越しに離れて眺めることになり、また、岩面にはヒトツバやマメヅタ、地衣類などが混生するためムカデランをハッキリ見わけることは困難である。一方でこの池は国道を走る車の影響を緩和する役割をもっており、櫛田川の水面から蒸散する水蒸気と相まって空気中の湿度が適切に保たれ、ムカデランにとって良好な生育条件が維持されている。

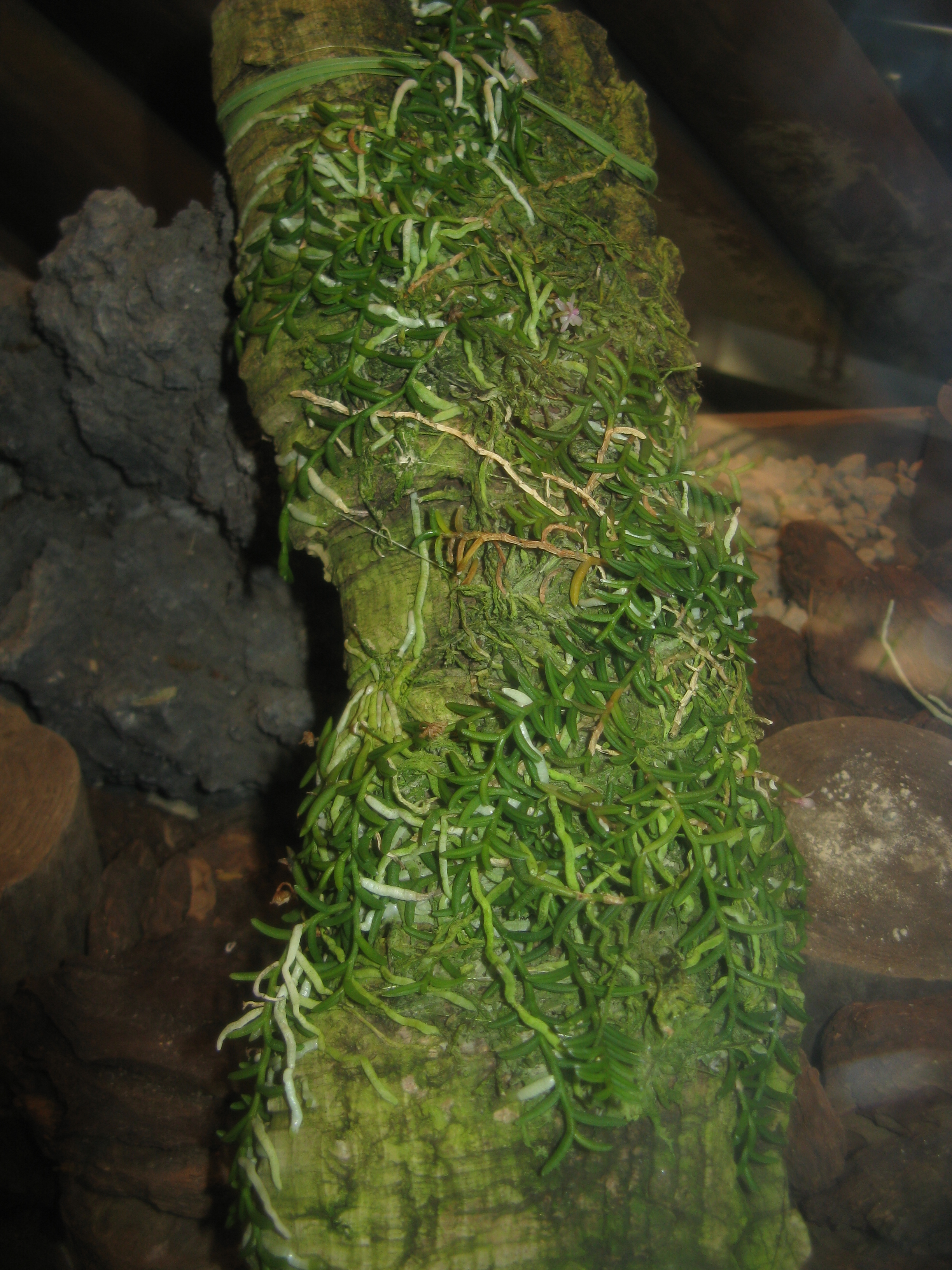
大阪府立花の文化園のムカデラン。2011年7月23日撮影。
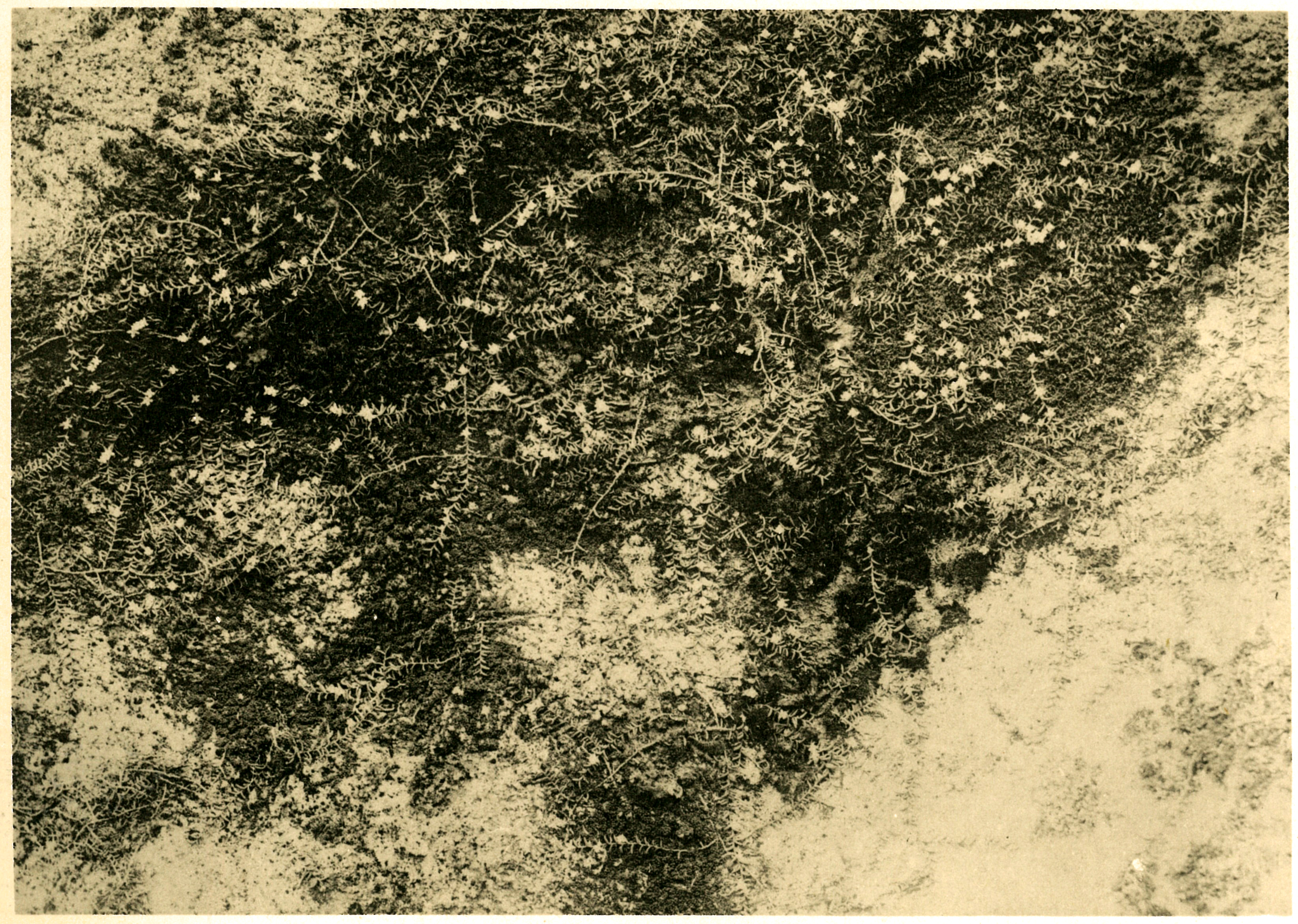
1934年（昭和9年）7月31日撮影の不動院ムカデラン群落のムカデラン。
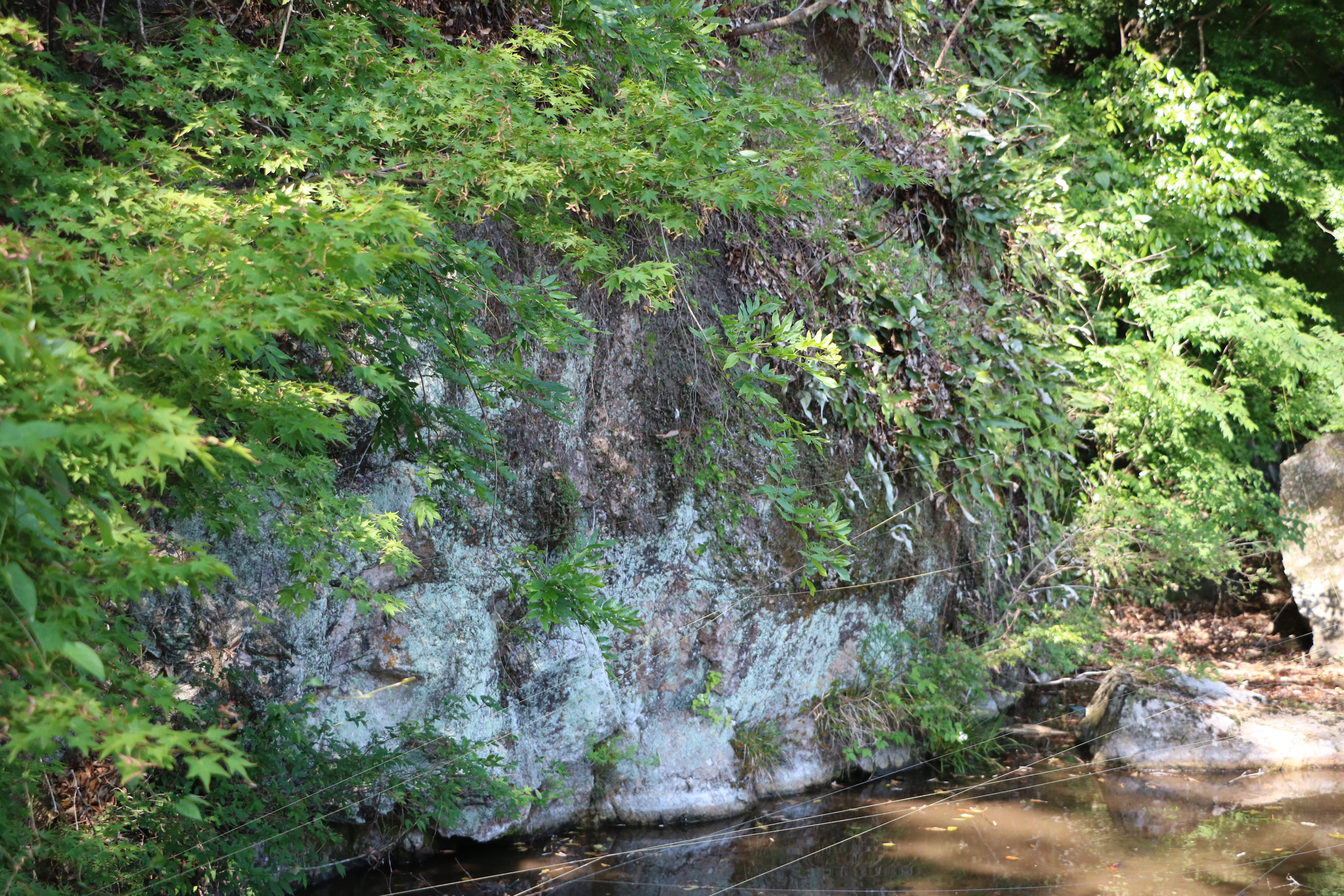
不動院ムカデラン群落。
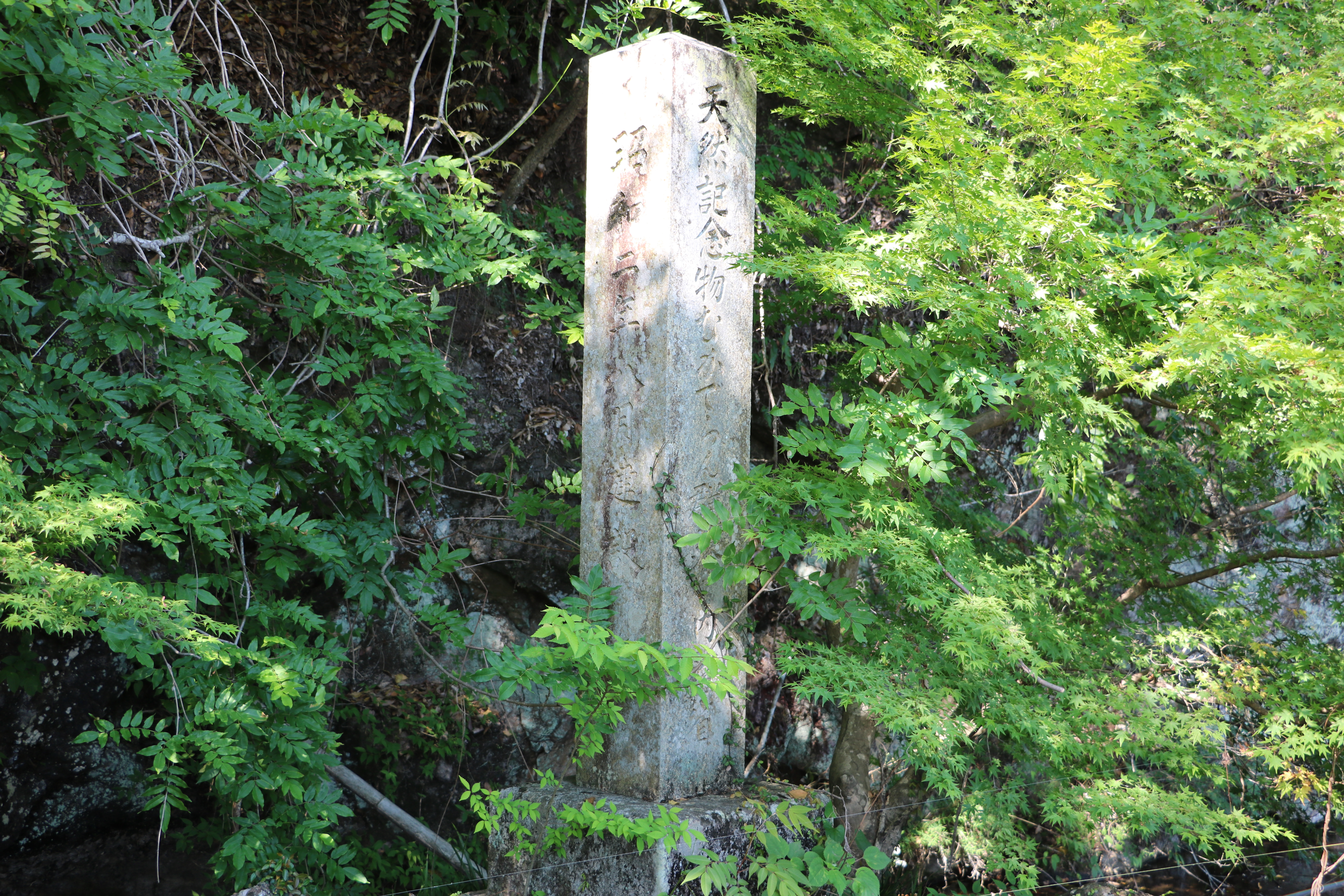
不動院ムカデラン群落天然記念物指定石碑。
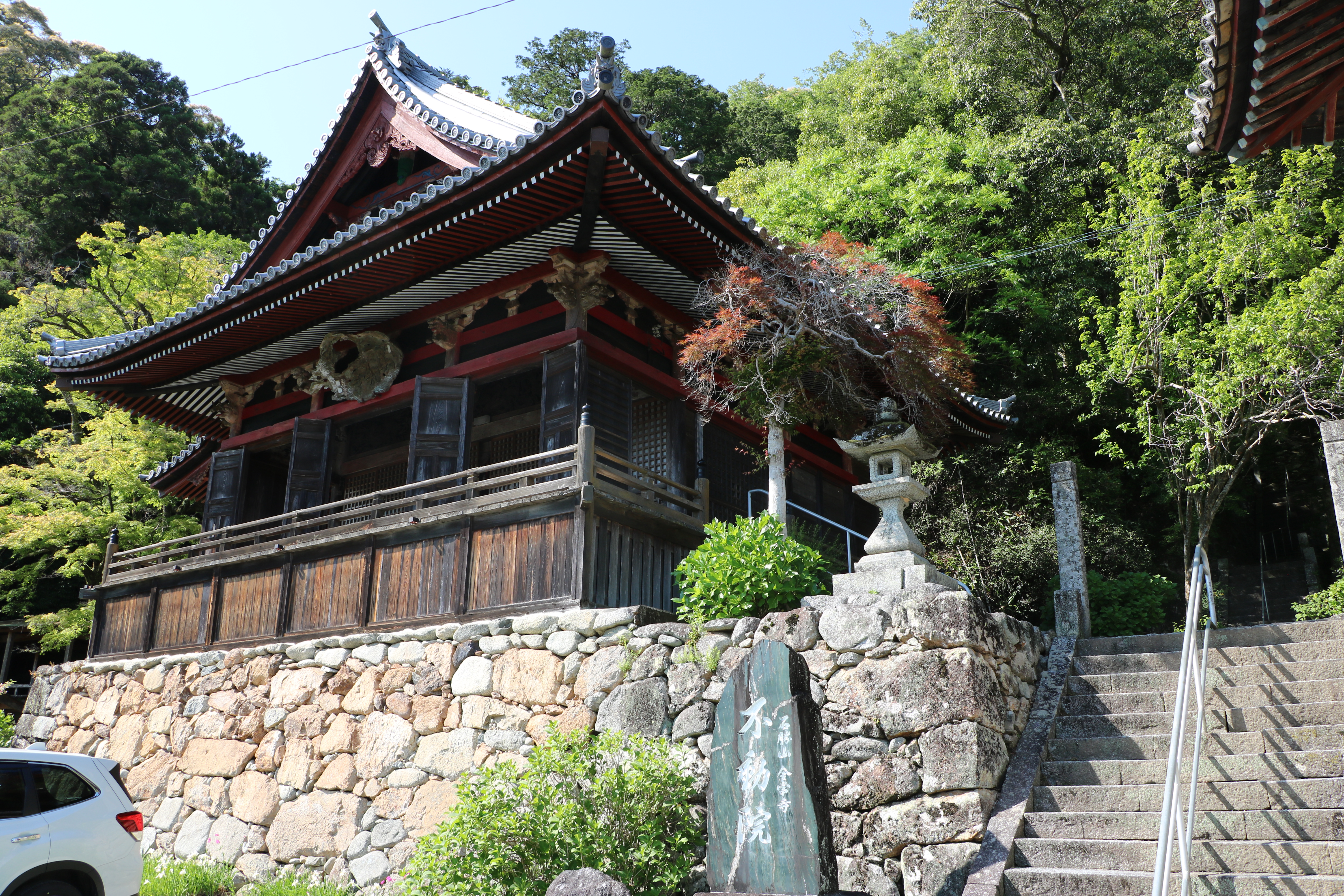
大石不動院。

## 交通アクセス
所在地
- 三重県松阪市大石町13[26]

交通
- 東海旅客鉄道（JR東海）紀勢本線栃原駅から車で約20分[26]。
- 紀勢自動車道勢和多気インターチェンジより車で約20分[26]。